# Sharon Prins
Sharon Prins (Den Haag, 24 augustus 1988) is een Nederlands dartster die sinds november 2006 actief is. Prins heeft als bijnaam Racing Angel en werkt naast het darten als groepsleidster op een kinderdagverblijf. Haar voorbeelden zijn Francis Hoenselaar en Phil Taylor. Naar eigen zeggen heeft Prins de ambitie om wereldkampioene te worden. In 2016 won Prins de WDF Europe Cup.

## Carrière
In januari 2006 begon Prins met darts tijdens de Monsterse Embassy. Tijdens dit toernooi ontstond haar bijnaam Racing Angel, waar zij naar eigen zeggen erg trots op is, omdat ook motoren een van haar hobby's zijn.

## Prestaties
2013
- 1e plaats Champions League of Darts (Plaatsing Zuiderduin Masters)
- 1e plaats Open Catalunya
- 2e plaats Six Nations Cup
- 2e plaats German Gold Cup
- 2e plaats German Open
- 3e plaats Lakeside World Professional Championship
- 3e plaats Open Schotland (koppel met Tamara Schuur)
- 3e plaats Open Denemarken
- 3e plaats Open Zwitserland

2012
- 1e plaats play-offs Lakeside
- 3e plaats Zuiderduin Masters
- 2e plaats Gesloten Nederland
- 1e plaats koppel Open België
- 1e plaats NDB Den Bosch
- 1e plaats NDB Rotterdam
- 1e plaats NDB Vlaardingen
- 1e plaats team Springcup
- 1e plaats Open België (koppel met Tamara Schuur)
- 2e plaats Sunparcs Masters (koppel met Tamara Schuur)
- 3e plaats Dutch Open (koppel met Tamara Schuur)
- 3e plaats Spring Cup
- 3e plaats Sunparcs Masters

2011
- 1e plaats Mariflex Open (koppel met Tamara Schuur)
- 1e plaats Spring Cup (Overall klassement dames)
- 2e plaats Spring Cup
- 2e plaats LACO Dames DSWN
- 3e plaats Open Antwerpen (koppel met Tamara Schuur)
- 3e plaats Tops of Ghent (koppel met Tamara Schuur)
- 3e plaats NDB Driebergen
- 3e plaats NDB Leeuwarden
- 3e plaats Center Parcs Masters (koppel met Tamara Brandt)

2010
- deelname Zuiderduin Masters
- 1e plaats Champions League of Darts
- 2e plaats koppel Centerparcs Masters (koppel met Tamara Brandt)
- 2e plaats koppel Open Duitsland
- Deelneemster Zuiderduin Masters 2010
- 2e NDB Sevenum
- 2e Open Vlaanderen (koppel met Tamara Schuur)
- 2e Kruikje Open Nieuwegein
- 2e Open Duitsland (koppel met Karin ten Kate)
- 3e Mariflex Open (Koppel met Bianca)
- 3e Open Antwerpen (koppel met Bianca)
- 3e LACO D.S.W.N.

2009
- 2e Open Vlaanderen (koppel met Karin Krappen)
- 1e plaats Laco Dames DSWN
- 3e plaats Dutch Open
- Nederlands Kampioen LACO D.S.W.N
- 2e Tops of Holland (koppel met Rilana)
- 2e Open Antwerpen (koppel met Carla)
- 2e Open Midden Nederland
- 3e Open Noord-Oost Nederland
- 3e Open Duitsland (koppel met Rilana)

2008
- 1e plaats Open Antwerpen (koppel met Rilana)
- Deelname EK Denemarken met Nederlands team
- 1e Nederlands Kampioen LACO
- 1e Monsterse Embassy
- 2e Sloep Koppeltoernooi
- 3e Open Holland (koppel met Bianca)
- 3e Open Zuid-Oost Nederland

2007
- 2e plaats gesloten Nederland
- 1e selectie Nederlands team, Lorna Croft cup
- 1e Gesloten Westland
- 1e Zomerranking Verliezersronde
- 1e Open Erkermeder
- 1e Sloep Singeltoernooi
- 1e DUW-ranking (dames)
- 2e B-Ranking DUW (totaal)
- 2e Kleine Jan Koppeltoernooi
- 2e Sloep Koppeltoernooi
- 3e Monsterse Embassy
- 3e Open Bollenstreek

2006
- 2e plaats Monsterse Embassy
- 1e plaats gesloten Westland
- 2e Dames DUW B-ranking
- 3e Sloep Koppeltoernooi

## Resultaten op wereldkampioenschappen

### BDO
- 2013: Halve finale (verloren van Lisa Ashton met 0-2)
- 2014: Laatste 16 (verloren van Irina Armstrong met 0-2)
- 2015: Halve finale (verloren van Lisa Ashton met 0-2)
- 2017: Laatste 16 (verloren van Lisa Ashton met 0-2)
- 2018: Kwartfinale (verloren van Deta Hedman met 0-2)
- 2019: Kwartfinale (verloren van Mikuru Suzuki met 0-2)
- 2020: Laatste 16 (verloren van Anastasia Dobromyslova met 0-2)

### WDF

#### World Cup
- 2013: Laatste 16 (verloren van Cindy Hayhurst met 2-4)
- 2017: Runner-up (verloren van Vicky Pruim met 6-7)